# Johan Leche
Johan Leche, né le 22 septembre 1704 en Scanie et mort le 17 juin 1764 à Turku, est un médecin et naturaliste suédois.

## Biographie
Johan Leche est né dans le presbytère de la paroisse de Barkåkra en Scanie. Il est le fils du pasteur Jöns Leche et de son épouse Kristina Paulin. Leche a étudié à l'université de Lund. Pendant ses études, il travaille comme précepteur pour l'assesseur Bildensköld à Simonstorp, en Scanie. Bildensköld exprime le souhait que son enfant apprenne également l'histoire naturelle. Cela conduit Leche, qui avait commencé des études de théologie avec l'intention de devenir pasteur, à suivre également des enseignements en histoire naturelle. Il s'y intéresse bientôt tellement qu'il change de voie et opte pour la médecine. Sur la recommandation du médecin Kilian Stobæus (1690-1742), Leche est appelé prosecteur d'anatomie en 1735. Après avoir obtenu son doctorat en médecine en 1740, il est nommé médecin provincial du comté de Skaraborg la même année. Cinq ans plus tard, il est accepté comme médecin de la Compagnie suédoise des Indes orientales à Göteborg, et est élu membre de l'Académie royale des sciences de Suède la même année. En 1748, il est promu professeur de médecine à l'Académie royale d'Åbo.
En tant que naturaliste, Leche était très estimé par Carl von Linné (1707-1778), qui utilisait souvent ses travaux, en particulier en ornithologie. Linné a nommé en son honneur un genre botanique, Lechea, et une espèce d'insecte, Pahlæna Lecheana. Parmi les écrits de Leche, sa Dissertatio sistens primitias Floræ Scaniæ, consacrée à la flore de Scanie, est particulièrement remarquable. Leche était polyvalent et a entrepris, entre autres, des observations météorologiques, organisé des collections de minéraux, construit une salle anatomique et un laboratoire de chimie. En tant que médecin, il a apporté sa contribution principale en favorisant le traitement contre la variole.